# 青山学院女子短期大学
青山学院女子短期大学（日语：／ Aoyama Gakuin Joshi Tanki Daigaku *），简称青短（あおたん），是一所位于日本东京都涩谷区的私立短期大学。2022年廢校。

## 概要

### 简介
- 学校最早可以追溯到1874年[1][2]。短期大学为于1950年开办[2]、由学校法人青山学院经营、来源于美国人女传教士[注 4]创立的女子小学校、由于教育的基础是新教。青山学院教育基金会的一部分。

### 历史

#### 本科的历史
- 1950年 青山学院女子短期大学成立并同时设置两个学科、以下列举[2]。
  - 文科
    - 日文专攻
    - 英文专攻

  - 家政科
- 1962年 儿童教育科成立。文科改编为两个学科、以下列举[2]。
  - 日文科
  - 英文科
- 1966年 教养科成立。
- 1969年 五个学科改名为、以下列举[3]。
  - 家政科→家政学科
  - 日文科→日文学科
  - 英文科→英文学科
  - 儿童教育科→儿童教育学科
  - 教养科→教养学科
- 1984年 英文学科分离为两个专攻、以下列举[3]。
  - 英文学专攻
  - 英语学专攻
- 1989年 艺术学科成立[2]。
- 2006年 儿童教育学科改编为儿童学科[注 1]。
- 2011年 以下五个学科招生最后。
  - 家政学科
  - 日文学科
  - 英文学科
    - 英文学专攻
    - 英语学专攻

  - 教养学科
  - 艺术学科
- 2012年 以上五个学科、改编为。[2]。
  - 现代教养学科 
    - 日本专攻
    - 国际专攻
    - 人类社会专攻

#### 专科的历史
- 1962年 三个专攻成立、以下列举[4]。
  - 家政专攻
  - 日文专攻
  - 英文专攻
- 1964年 儿童教育专攻成立（招生到2007年、停办于2009年）[4]。
- 1969年 教养专攻成立[4]。
- 1991年 艺术专攻成立[4]。

### 宪章
- 请参看青山学院女子短期大学的标志 （页面存档备份，存于） （日語） 2014年2月16日阅览。

## 学校环境
- 校区：在东京都涩谷区

## 历任校长
- 八耳俊文：现在短期大学校长[5]

## 组织

### 学科
- 现代教养学科
  - 日本专攻
  - 国际专攻
  - 人类社会专攻
- 儿童学科[注 1]

### 前学科
| - 日本文学科 - 英文学科 - 英文学专攻 - 英语学专攻 - 家政学科 - 儿童教育学科 - 教养学科 - 艺术学科 |

### 专科
| - 日本文学专攻 - 英文学专攻 - 家政学专攻 - 教养学专攻 - 艺术学专攻 |

### 前专科
| - 儿童教育学专攻 |

### 业余课程
| - 没有 |

### 附属机关
| - 图书馆 |

## 知名校友
- 安藤希：女演员
- 依布サラサ ：歌手
- 袰川有希：静冈第一电视台女播音员
- 宇津宫雅代：女演员
- 浦绘理香：女演员、歌手、写真偶像
- 远藤ふき子：前日本放送协会播音员
- 大泽舞子：女演员、写真偶像
- 大森美香：编剧、导演及电影导演。
- 小幡尚美：女性时装和读者模特儿。
- 金子绘里：女性时装模特儿。
- 川口敦子：女演员
- 银粉蝶：女演员
- 三枝こころ：女时装模特儿
- 田中真弓：声优、女演员
- 田村纯：艺术家
- 中山真见：女时装和读者模特儿。
- 西村知江子：播音员
- 花柳寿辅：日本舞蹈家
- 滨田典子：前富士电视台播音员
- 柊葵：漫画家
- 平尾美保:唱片骑师・无线电演员
- 平野朋子：女时装读者模特儿。
- 瓶子和美：自由播音员
- 帆足由美：自由播音员、唱片骑师
- 松下惠：女演员
- 水岛裕子：女演员
- 柳沼淳子：自由播音员
- 山口智子：女演员
- 山本润：自由播音员

## 相关链接
- 日本短期大学列表
- 青山学院大学